# Condado de la Marquina
El condado de la Marquina es un título nobiliario español creado por el rey Carlos II el 22 de septiembre de 1698 a favor de Andrés del Alcázar y Zúñiga, caballero de la Orden de Alcántara y señor de la Fuente del Rosalejo.
Su nombre se refiere a la finca La Marquina, situada en el municipio andaluz de San Fernando, en la provincia de Cádiz.

## Condes de Marquina
- Andrés del Alcázar y Zúñiga, I Conde de la Marquina, Caballero de Alcántara. Casó con Manuela Ventura Estupiñán de Oria. Le sucedió su hijo:

- Felipe del Alcázar y Estupiñán, II Conde de la Marquina. Casó con María Josefa Bernarda de Barrios Jáuregui y Guzmán. Le sucedió su hijo:

- Ignacio José del Alcázar y Barrios, III Conde de la Marquina. Casó con María de la Concepción Díez de Navarrete y Donichea. Le sucedió su hijo:

- Andrés del Alcázar y Díez-Navarrete, IV Conde de la Marquina, caballero de la Orden de Carlos III. Casó con  Felisa de Benavente y Roa. Sin descendientes.
- Juan Pérez de Guzmán y Sanjuán, V Conde de la Marquina,[2] caballero de Alcántara y maestrante de Sevilla. Casó con María del Milagro Hurtado de Amézaga y Collado, VI duquesa de la Roca, IV marquesa de la Laguna, XVII marquesa de Sofraga, III vizcondesa de Jarafe. Sin descendientes. Le sucedió su sobrino:

- Joaquín Pérez de Guzmán y Escrivá de Romani, VI Conde de la Marquina.[2] Casó con Pilar de Lizasoain y Sasera, V Marquesa de Constancia Real. Le sucedió su hija:

- María del Dulce Nombre Pérez de Guzmán y Lizasoain, VII Condesa de la Marquina.[3] Casó con Francisco Javier Fernández de Solís. Tres hijos: Joaquín, Carmen y Pilar.